# آنیباله براسولا
آنیباله براسولا (ایتالیایی: Annibale Brasola; ۱۶ ژوئن ۱۹۲۵ – ۳۰ نوامبر ۲۰۰۱) دوچرخه‌سوار اهل ایتالیا بود.